# Arbesbach (Herrschaft)
Die Herrschaft Arbesbach war eine Grundherrschaft im Viertel ober dem Manhartsberg im Erzherzogtum Österreich unter der Enns, dem heutigen Niederösterreich.

## Ausdehnung
Die Herrschaft umfasste zuletzt die Ortsobrigkeit über Arbesbach, Brun, Pretrobruck, Aggsbach, Arnreith, Hausbach, Wiesensfeld, Haselbach, Kamp, Mühlbach, Schönbichl, Ramelhof, Schwarzau, Purrath, Dietrichsbach, Altmehlon, Perwolfs, Neumehlon, Ettlas und Schönfeld. Der Sitz der Verwaltung befand sich in Arbesbach.

## Geschichte
Letzter Inhaber der Fideikommissherrschaft war der k.k. wirkliche Kämmerer Johann Baptist Karl Graf von Dietrichstein-Proskau-Leslie (1772–1852), damals Herr über Sonnberg, Oberhollabrunn, Sitzenborf, Spitz, Arbesbach, Schwallenbach, Heinrichschlag und Zaissing, bevor die Herrschaft nach den Reformen 1848/1849 aufgelöst wurde.